# M. L. Vasanthakumari

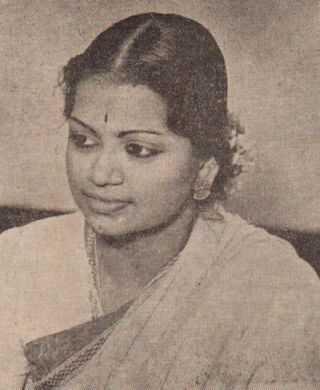
M. L. Vasanthakumari

M. L. Vasanthakumari (Madras Lalithangi Vasanthakumari; * 3. Juli 1928 in Madras; † 31. Oktober 1990) war eine indische Sängerin karnatischer Musik. Sie gehört neben D. K. Pattammal und M. S. Subbulakshmi zu den wichtigsten Vertreterinnen dieser südindischen Musiktradition.
Vasanthakumari war die Tochter der Musiker Lalithangi und Kuthanur Ayyaswami Iyer. Bereits als Teenager sang sie mit ihrer Mutter und wurde von ihr ausgebildet, später war G. N. Balasubramaniam ihr Lehrer, dessen Gesangsstil sie übernahm.
Vasanthakumari wurde 1970 mit einem Sangeet Natak Akademi Award ausgezeichnet.
Ihre Tochter Srividya war Schauspielerin.